# Rudolf Buck
Rudolf Buck (* 18. Mai 1866 in Burgsteinfurt, Westfalen; † 12. Mai 1952 in Tübingen) war ein deutscher Komponist.

## Leben
Der gebürtige Burgsteinfurter Rudolf Buck erhielt seine Ausbildung an der Musikschule Sondershausen, in Köln sowie am Stern’schen Konservatorium in Berlin. Buck war in der Folge als Musiklehrer und als Kritiker der „Berliner Neuesten Nachrichten“ sowie der „Allgemeinen Musikzeitung“ angestellt. 1906 folgte Buck einem Ruf als Kapellmeister bei der Stadtverwaltung der internationalen Niederlassung in Shanghai. Der 1910 zum Professor ernannte Rudolf Buck brachte in dieser Funktion erstmals Stücke von Ludwig van Beethoven, Joseph Haydn, Richard Wagner, Peter Tschaikowsky und Edward Elgar auf die Shanghaier Bühnen, 1919 wurde er aus China ausgewiesen.
Buck ließ sich 1921 in Tübingen nieder und wurde dort 1925 sein eigener Verleger. Buck verstarb 1952 wenige Tage vor Vollendung seines 86. Lebensjahres in Tübingen. Rudolf Bucks kompositorisches Werk umfasst in erster Linie Schauspielmusik, darunter Gevatter Tod, uraufgeführt 1900, sowie Chorsätze. 1926 erschien sein Wegweiser durch die Männerchor-Literatur im Wilhelm-Limpert-Verlag.